# SN 2005id
SN 2005id – supernowa typu Ia odkryta 12 października 2005 roku w galaktyce A231633-0039. W momencie odkrycia miała maksymalną jasność 21,50m.